# Coprophanaeus boucardi
Coprophanaeus boucardi là một loài bọ cánh cứng trong họ Bọ hung (Scarabaeidae).